# Cantone di Frasne
Il cantone di Frasne è una divisione amministrativa francese dell'arrondissement di Pontarlier, situato nel dipartimento del Doubs nella regione della Borgogna-Franca Contea.
È stato costituito a seguito della riforma approvata con decreto del 25 febbraio 2014, che ha avuto attuazione dopo le elezioni dipartimentali del 2015.

## Composizione
Comprende i 47 comuni di:
- Arc-sous-Montenot
- Bannans
- Bonnevaux
- Boujailles
- Bouverans
- Brey-et-Maison-du-Bois
- Bulle
- Chapelle-des-Bois
- Chapelle-d'Huin
- Châtelblanc
- Chaux-Neuve
- Courvières
- Le Crouzet
- Dompierre-les-Tilleuls
- Fourcatier-et-Maison-Neuve
- Les Fourgs
- Frasne
- Gellin
- Les Grangettes
- Les Hôpitaux-Neufs
- Les Hôpitaux-Vieux
- Jougne
- Labergement-Sainte-Marie
- Levier
- Longevilles-Mont-d'Or
- Malbuisson
- Malpas
- Métabief
- Montperreux
- Mouthe
- Oye-et-Pallet
- Petite-Chaux
- La Planée
- Les Pontets
- Reculfoz
- Remoray-Boujeons
- La Rivière-Drugeon
- Rochejean
- Rondefontaine
- Saint-Antoine
- Saint-Point-Lac
- Sarrageois
- Touillon-et-Loutelet
- Vaux-et-Chantegrue
- Les Villedieu
- Villeneuve-d'Amont
- Villers-sous-Chalamont